# Schlottermühle (Weißenbrunn)
Schlottermühle ist ein Gemeindeteil der Gemeinde Weißenbrunn im Landkreis Kronach (Oberfranken, Bayern).

## Geografie
Der Weiler Schlottermühle liegt am Schlottermühlbach, einem linken Zufluss des Leßbachs, in unmittelbarer Nachbarschaft zu Rangen im Norden. Eine Gemeindeverbindungsstraße führt nach Weißenbrunn zur Bundesstraße 85 (1,2 km nordwestlich) bzw. nach Grün (1,4 km südlich).

## Geschichte
Gegen Ende des 18. Jahrhunderts gab es in Schlottermühle 4 Anwesen (2 Güter, 1 Tropfhaus, 1 Mühle). Das Hochgericht übte das Rittergut Weißenbrunn aus. Es hatte ggf. an das bambergische Centamt Kronach auszuliefern. Die Grundherrschaft über die Anwesen hatte das Rittergut Weißenbrunn.
Mit dem Gemeindeedikt wurde Schlottermühle dem 1808 gebildeten Steuerdistrikt Weißenbrunn und der 1818 gebildeten Ruralgemeinde Weißenbrunn zugewiesen.

### Baudenkmäler

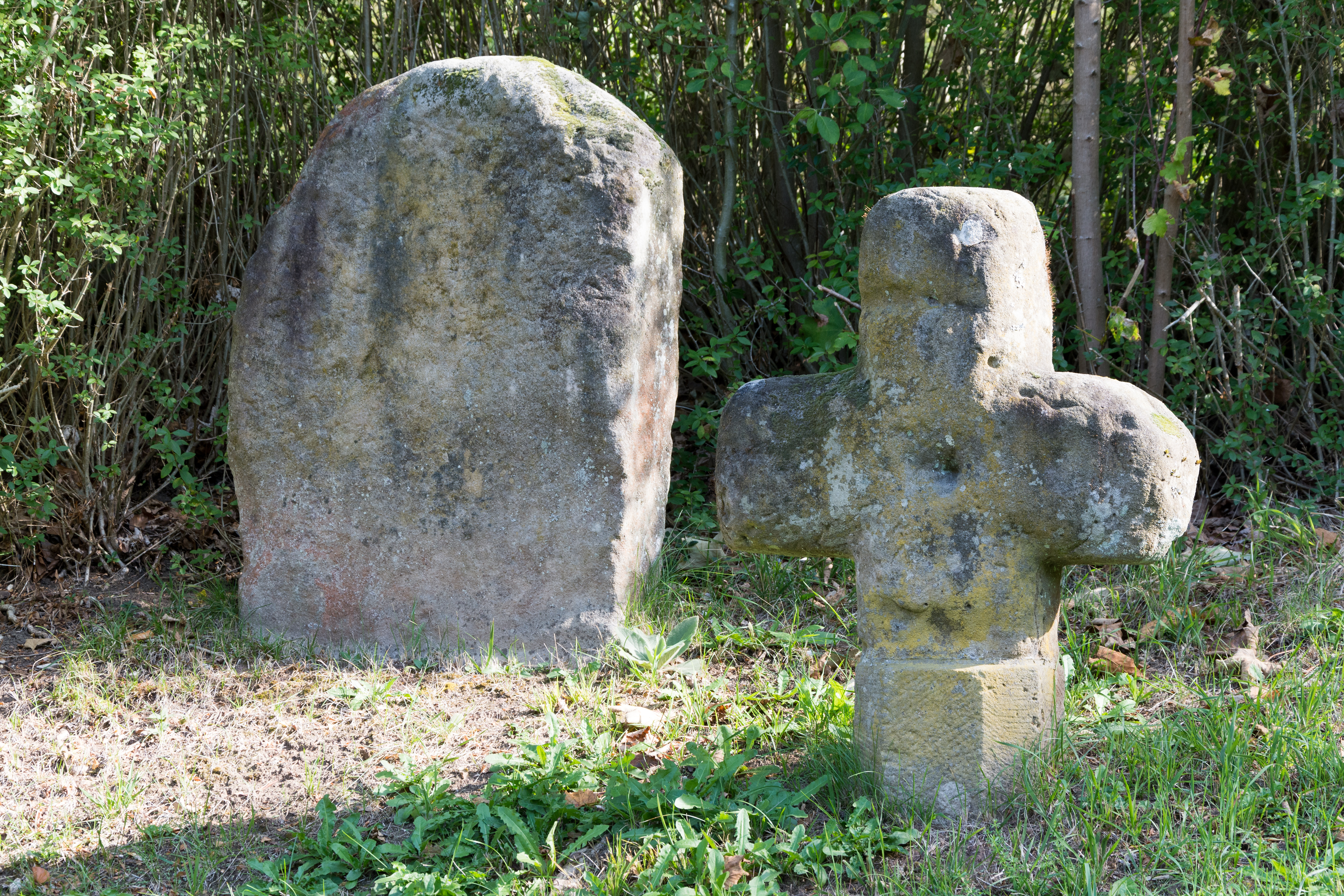
Steinkreuz und Auslieferungsstein

- Steinkreuz und Auslieferungsstein

### Einwohnerentwicklung
| Jahr      | 001818 | 001861 | 001871 | 001885 | 001900 | 001925 | 001950 | 001961 | 001970 | 001987 |
| Einwohner | 55     | 57     | 5      | 8      | 16     | 13     | 15     | 17     | 19     | 24     |
| Häuser    | 4      |        |        | 1      | 3      | 2      | 1      | 3      |        | 5      |
| Quelle    | [ 5 ]  | [ 7 ]  | [ 8 ]  | [ 9 ]  | [ 10 ] | [ 11 ] | [ 12 ] | [ 13 ] | [ 14 ] | [ 1 ]  |

## Religion
Der Ort ist seit der Reformation evangelisch-lutherisch geprägt und in die Dreieinigkeitskirche (Weißenbrunn) gepfarrt.